# Nguyễn Công Hãng
Nguyễn Công Hãng (chữ Hán: 阮公沆, 1680 - 1732) là quan đại thần, nhà ngoại giao và nhà thơ Việt Nam thời Lê Trung hưng, trong lịch sử Việt Nam. Ông là vị quan có nhiều đóng góp tích cực cho chính sách cai trị của triều đình Lê - Trịnh thời chúa Trịnh Cương đầu thế kỷ 18.
Ông giữ các chức quan như Đề hình, thiêm đô ngự sử, Đốc trấn Cao Bằng (từ tháng 12 năm 1715), tả thị lang bộ Binh, nhập thị bồi tụng, thượng thư, tước Sóc quận công, sau thăng Thiếu bảo, kiêm chức Ngự sử đài chánh chưởng, Thượng thư bộ Lại, hàm Thái tử Thái phó, sau lại thăng Thái bảo, xếp vào hạng Tá lý công thần và được cử làm Chánh sứ sang nhà Thanh tháng 4 năm 1718. Năm 1720, thăng Tham tụng. Sau do Trịnh Giang nghe lời dèm pha bèn giáng chức điều ông đi làm Thừa chính sứ Tuyên Quang và bắt ép ông phải tự tử.

## Tiểu sử
Nguyễn Công Hãng tự Thái Thanh, hiệu Tĩnh Am, người làng Phù Chẩn, huyện Đông Ngàn, trấn Kinh Bắc, nay là khu phố Phù Chẩn, phường Phù Chẩn, thành phố Từ Sơn, tỉnh Bắc Ninh, Việt Nam.
Ông đỗ đệ tam giáp đồng tiến sĩ xuất thân khoa Canh Thìn niên hiệu Chính Hòa 21 (1700) đời Lê Hy Tông lúc mới 20 tuổi, nổi tiếng hay chữ. Kỳ thi này ông đứng thứ 17 trong tổng số 19 người đỗ đạt.

## Làm quan thời chúa Trịnh Cương
Gặp minh chúa An Đô vương Trịnh Cương là người tận tuỵ công việc và biết trọng dụng nhân tài, Nguyễn Công Hãng cùng các văn thần Lê Anh Tuấn, Nguyễn Công Cơ phát huy được nhiều tài năng thời đó. Ông được tin tưởng cất nhắc làm Thượng thư, là Tể tướng trong triều.

### Sửa tô thuế
Theo lệ lúc đó, cứ đo công điền công thổ mà đánh thuế, gọi là "thuế", chia ra làm ba hạng. Hạng nhất mỗi mẫu đồng niên đóng 1 quan, hạng nhì 8 tiền, hạng ba 6 tiền. Những sưu dịch như là việc tế tự trong đền vua phủ chúa, việc sửa sang trường thi, việc làm cầu cống, đắp đường sá, giữ đê điều,... thì cứ tùy nghi mà bổ cho các suất đinh để lấy tiền mà cung ứng cho đủ.
Thấy việc này chưa hợp lý, năm 1723, Nguyễn Công Hãng theo phép tô, phép dung và phép điệu của nhà Đường mà châm chước, sửa sang lại, dâng lên chúa Trịnh Cương, được chúa tán đồng ban hành như sau:
- Phép tô, tức là phép đánh thuế điền thổ, cứ mỗi mẫu công điền là phải nạp 8 tiền thuế, mà ruộng nào cấy hai mùa thì chia ba, quan lấy một phần thóc. Những đất bãi của quan, cứ mỗi mẫu nạp thuế 1 quan 2 tiền; chỗ nào trồng dâu thì nộp một nửa bằng tơ, chỗ nào không trồng dâu thì nộp cả bằng tiền. Các ruộng tư điền ngày trước không đóng thuế, đến bây giờ mới đánh: ruộng hai mùa mỗi mẫu 3 tiền, ruộng một mùa mỗi mẫu 2 tiền.[3]
- Phép dung, tức là phép đánh thuế thân, cứ mỗi suất đinh là đồng niên đóng 1 quan 2 tiền. Những người sinh đồ, lão hạng và hoàng đinh (Lão hạng là những người từ 50 tuổi đến 60 tuổi. Hoàng đinh là người mới có 17 đến 19 tuổi) thì đóng một nửa.[3]
- Phép điệu, tức là phép bắt dân đóng tiền sưu dịch, cứ mỗi một suất đinh, một năm 2 mùa, mùa hạ phải đóng 6 tiền, mùa đông phải đóng 6 tiền. Quan lấy tiền ấy mà làm các việc, không phiền đến dân nữa.[3]

Cùng năm đó, ông kiến nghị Trịnh Cương cho phép dân chúng được yết bảng góp ý kiến với quan lại địa phương. Trịnh Cương đồng tình cho thi hành, bố cáo gửi các địa phương có ghi rõ: "Những điều yết lên bảng phải xuất phát từ lẽ công bằng, cả loạt đều cùng một giọng. Người nào yết ghép theo ý mình, khen chê bậy bạ sẽ bị tội".

### Nhà thơ
Trong thời gian làm chánh sứ sang Trung Quốc, Nguyễn Công Hãng đã để lại tập thơ đi sứ "Tinh sà kỉ hành" gồm những bài thơ tả tình, vịnh cảnh, thù tiếp sứ bộ Triều Tiên,...
Thơ ông đề cập đến trách nhiệm của người cầm quyền, đến truyền thống văn hiến và vận mệnh của đất nước. Ông còn viết về nếp sống chất phác, đức tính giàu tín nghĩa của quê hương.
Tương truyền ông sống cùng thời và có giao du với nữ sĩ Đoàn Thị Điểm.

### Phá bỏ lệ cống người vàng Liễu Thăng
Sau khi kết thúc chiến tranh Minh - Đại Việt, để giữ yên bờ cõi và, chấm dứt chiến tranh và quan hệ hòa hiếu giữa hai nước, nhà Lê từ Lê Thái Tổ phải chấp nhận lệ cống người vàng Liễu Thăng, gọi là để đền mạng cho Liễu Thăng bị Lê Sát và nghĩa quân Lam Sơn chém đầu tại núi Mã Yên (đãi thân kim nhân). Từ đó trở đi mỗi khi sang Trung Hoa triều cống, Đại Việt phải đúc một tượng người bằng vàng ròng cùng sản vật địa phương đem sang cống.
Việc đó sang thời Lê trung hưng, nhà Thanh lên thay thế nhà Minh vẫn phải tiếp tục. Mãi đến năm 1718, Nguyễn Công Hãng đi sứ nhà Thanh có đề nghị và được vua Khang Hy chấp thuận chấm dứt việc bỏ cống người vàng.
Khi Nguyễn Công Hãng sang sứ, ông bảo triều đình ta thôi không đúc người vàng nữa. Đến khi sang Trung Quốc, các quan thiên triều xét đồ cống thấy thiếu liền đem tâu lên vua quan nhà Thanh. Các quan triều Thanh đem chuyện cũ ra hỏi, ông đáp: - Quốc vương nước tôi nối gìn nghiệp cũ, không dám bỏ việc tuế cống còn các việc thu thành, nạp khoán hay bồi thường thì sứ thần này đâu biết đến.

Người Thanh lại nhắc lại chuyên Liễu Thăng, ông cười trả lời:
Liễu Thăng là tên bại tướng của nhà Minh. Triều Thanh ta nay bao gồm cả muôn nước mà lại cứ khư khư đi đòi món "của đút" của kẻ thua trận để trả thù cho người xưa, sao đủ để làm gương cho đời sau ?
Sau trận Đống Đa năm 1789, nhà Tây Sơn cũng theo lệ thường triều cống và quan hệ với nhà Thanh. Thiên triều Trung Hoa cũng nhắc lại việc người vàng. Nhưng Ngô Thì Nhậm trong quốc thư có cãi lại. lấy cớ là Tây Sơn không giống Mạc mà cũng chẳng giống Lê. Vua Quang Trung xuất thân áo vải mà có được thiên hạ. Nhà Thanh đuối lý lại thôi.

### Phá bỏ lệ cống nước giếng Trọng Thủy
Ngoài lệ cống người vàng, Đại Việt còn phải cống thêm một hũ nước giếng nơi mà Trọng Thủy đâm đầu tự tử, vì tương truyền nước giếng này rửa ngọc trai rất sáng. Nguyễn Công Hãng bảo đổ đi rồi bảo múc nước ở một giếng khác đem theo. Khi sang tới nơi, người Thanh đem nước ra rửa ngọc trai thì không thấy ngọc sáng, liền kì kèo. Ông nói: "Đấy là tại lâu ngày khí mạch biến đổi đi !"
Người Thanh nghe thế nên đành chịu. Từ đó mỗi lần triều cống, nước ta không phải cống 2 thứ đó bắt đầu từ ông cả.

## Vạ can gián
Nguyễn Công Hãng được cử làm Thái phó cho thế tử Trịnh Giang – con cả Trịnh Cương. Thấy Giang bất tài, không có tư cách làm chúa, Nguyễn Công Hãng đã dâng một mật sớ tâu An Đô vương Trịnh Cương nhận xét rằng: "Trịnh Giang là người ươn hèn không thể gánh vác được ngôi chúa."
Nhưng Trịnh Cương chưa kịp suy xét thì mất tháng 10 âm lịch năm 1729, Trịnh Giang với tư cách là Thế tử lên nối ngôi chúa.
Năm 1732, có người gièm pha ông và tâu với Trịnh Giang việc ông muốn thay ngôi thế tử. Vì thế ông bị Trịnh Giang giáng chức tháng 10 âm lịch năm đó xuống thành Thừa chính sứ Tuyên Quang rồi tìm cách bức tử chỉ sau một tháng. Khi đó ông 53 tuổi.
Đến đầu đời Cảnh Hưng (1740-1786), Trịnh Doanh lên thay Trịnh Giang mới minh oan và truy phục chức cũ cho ông.